# Equatorial Plaza
L'Equatorial Plaza est un gratte-ciel en construction à Kuala Lumpur en Malaisie. Il s'élèvera à 260 mètres. Son achèvement est prévu pour 2018. 